# (1543) Bourgeois
(1543) Bourgeois es un asteroide perteneciente al cinturón de asteroides descubierto por Eugène Joseph Delporte desde el Real Observatorio de Bélgica, Uccle, el 21 de septiembre de 1941.

## Designación y nombre
Bourgeois recibió inicialmente la designación de 1941 SJ.
Más tarde se nombró en honor del astrónomo belga Paul Bourgeois (1898-1974).

## Características orbitales
Bourgeois está situado a una distancia media del Sol de 2,63 ua, pudiendo acercarse hasta 1,772 ua. Tiene una inclinación orbital de 11,05° y una excentricidad de 0,326. Emplea en completar una órbita alrededor del Sol 1558 días.